# Weltdenksportspiele

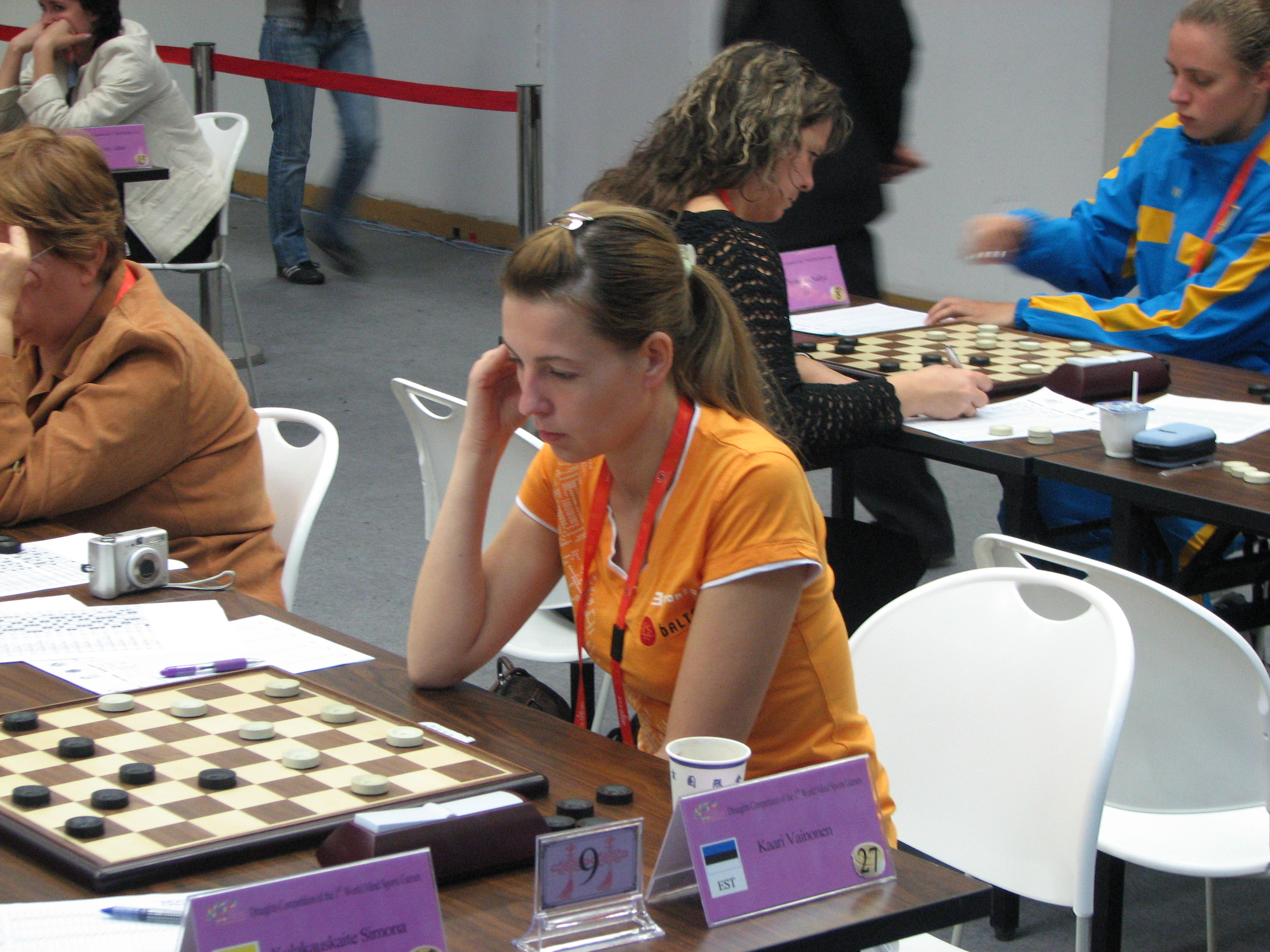
Die estnische Dame-Spielerin Kaari Vainonen bei den Pekinger Spielen 2008

Die Weltdenksportspiele („World Mind Sports Games“) waren eine 2008 und 2012 durchgeführte Multisportveranstaltung für die Denksportarten Bridge, Dame, Go, Xiangqi und Schach.

## Idee der Entstehung

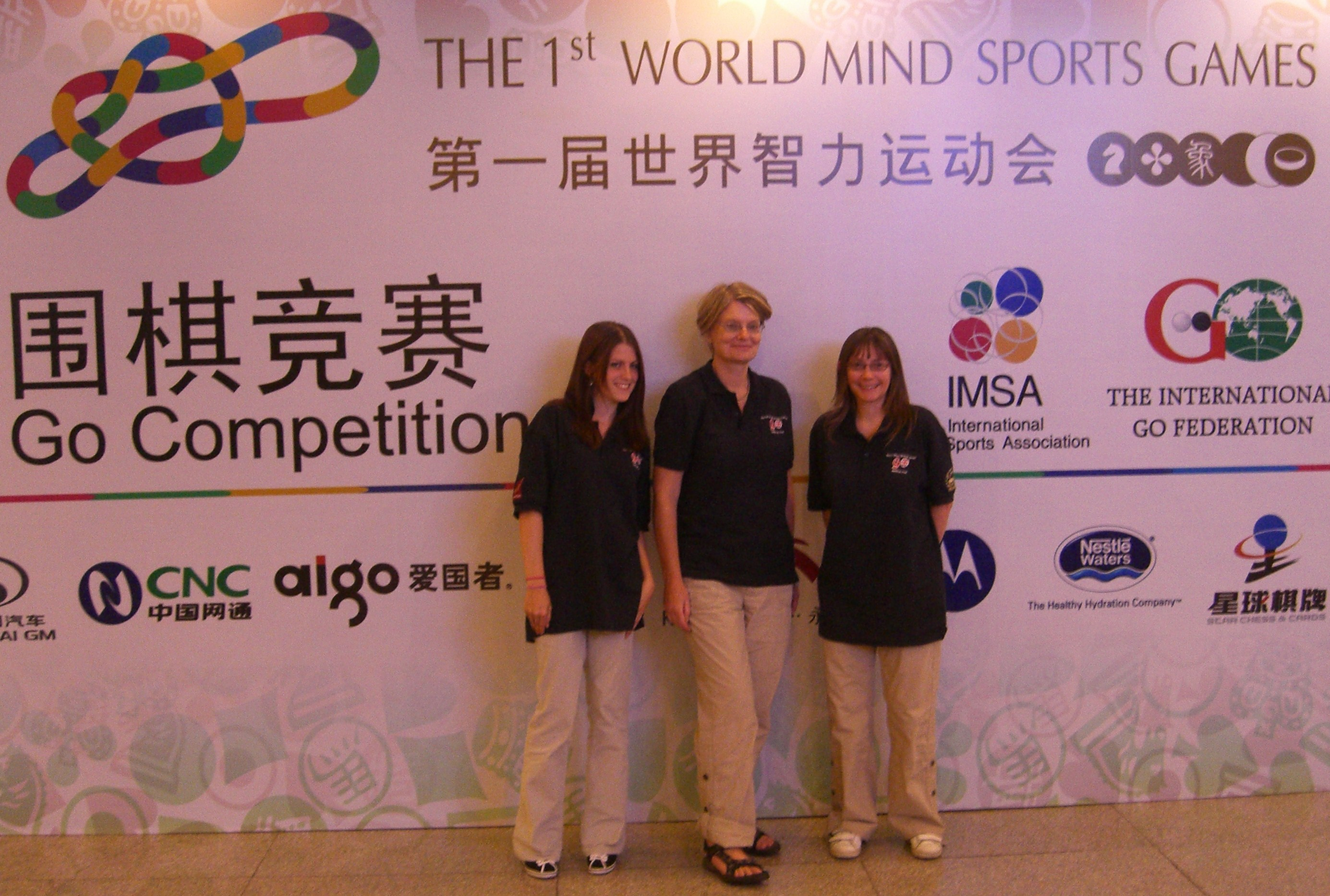
Britische Teilnehmerinnen am Go-Wettbewerb

Das IOC hat seinen beiden Mitgliedern Schach und Bridge zu verstehen gegeben, dass auf absehbare Zeit eine Aufnahme in das Olympiaprogramm nicht möglich sein wird. Daraus ergab sich die Idee, die International Mind Sports Association (IMSA) zu gründen. Dieser traten die Weltverbände für Schach, Bridge, Go und Dame bei. Denn das IOC hat bei der Absage (siehe oben) zu verstehen gegeben, dass sie eigene Veranstaltungen durchaus als Ausweg für die Sportarten sehen, die nicht neu zu den Olympischen Spielen zugelassen werden können.
Derartige Initiativen werden vom IOC begrüßt und unterstützt (so war der IOC-Präsident Jacques Rogge Vorsitzender des Ehrenkomitees der World Mind Sports Games 2008).

## Geschichte
Vom 3. bis zum 18. Oktober 2008 wurden die 1. Weltdenksportspiele unter der Schirmherrschaft der General Association of International Sports Federations (GAISF) und unter der Leitung der International Mind Sports Association (IMSA) in Peking ausgetragen. Sie sind mit Unterstützung des IOC neben den Olympischen Spielen und den Paralympics die Ausprägung des olympischen Sportgedankens für Denksportspiele. Organisator war das Pekinger Sportbüro der Staatlichen Chinesischen Organisation für Brett- und Kartenspiele.
Die 2. Weltdenksportspiele wurden vom 9. bis 23. August 2012 in Lille abgehalten. Die vertretenen Denksportarten waren dieselben wie vier Jahre zuvor in Peking.

## Die Sportarten
- Go
- (Europäisches) Schach
- Xiangqi (chinesisches Schach)
- Bridge
- Dame
- Mahjong (Seit 2017)

## Medaillenspiegel
Auf den 1. Weltdenksportspielen gab es insgesamt 35 Goldmedaillen: 9 für Bridge, 10 für Schach, 6 für Go, 5 für Dame und 5 für Xiangqi.